# اس‌ام یوبی-۱۴۲
اس‌ام یوبی-۱۴۲ (به انگلیسی: SM UB-142) یک زیردریایی بود که طول آن ۵۵٫۸۵ متر (۱۸۳٫۲ فوت) بود. این زیردریایی در سال ۱۹۱۸ ساخته شد.